# Frangipánifajok listája
A frangipáni (Plumeria) a tárnicsvirágúak (Gentianales) rendjébe és a meténgfélék (Apocynaceae) családjába tartozó nemzetség.

## Rendszerezés
A nemzetségbe az alábbi 10 faj tartozik:
- fehér frangipáni (Plumeria alba) L.
- Plumeria filifolia Griseb.
- Plumeria inodora Jacq.
- Plumeria magna Zanoni & M.M.Mejía
- Plumeria mariaelenae J.F.Gut. & J.Linares
- törpe hawaii rózsa (Plumeria obtusa) L.
- Plumeria pudica Jacq.
- vörös frangipáni (Plumeria rubra) L. - típusfaj
- Plumeria × stenopetala Urb.
- Plumeria subsessilis A.DC.